# Xysticus flavitarsis
Xysticus flavitarsis är en spindelart som beskrevs av Simon 1877. Xysticus flavitarsis ingår i släktet Xysticus och familjen krabbspindlar.
Artens utbredningsområde är Kongo. Inga underarter finns listade i Catalogue of Life.